# Соборное кладбище (Могилёв)
Соборное кладбище — бывшее кладбище в городе Могилёв, административным центре Могилёвской области и Могилёвского района  Белоруссии. Располагалось на месте современного сквера 60-летия Октября перед зданием филиала Белорусской государственной академии музыки.

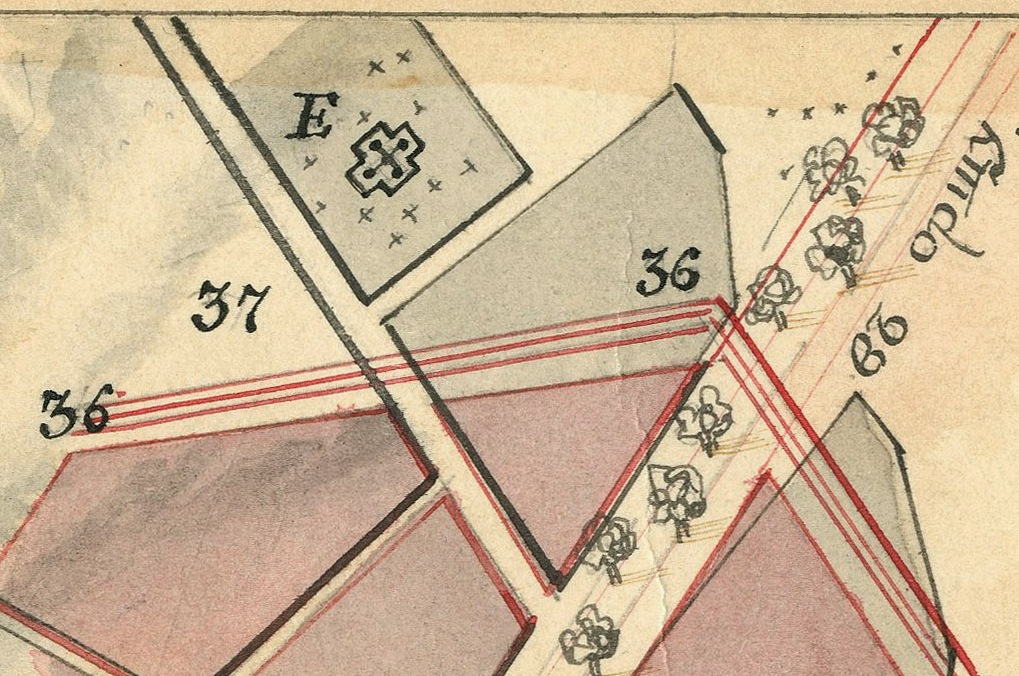
Соборное кладбище с церковью на плане города 1835 года.

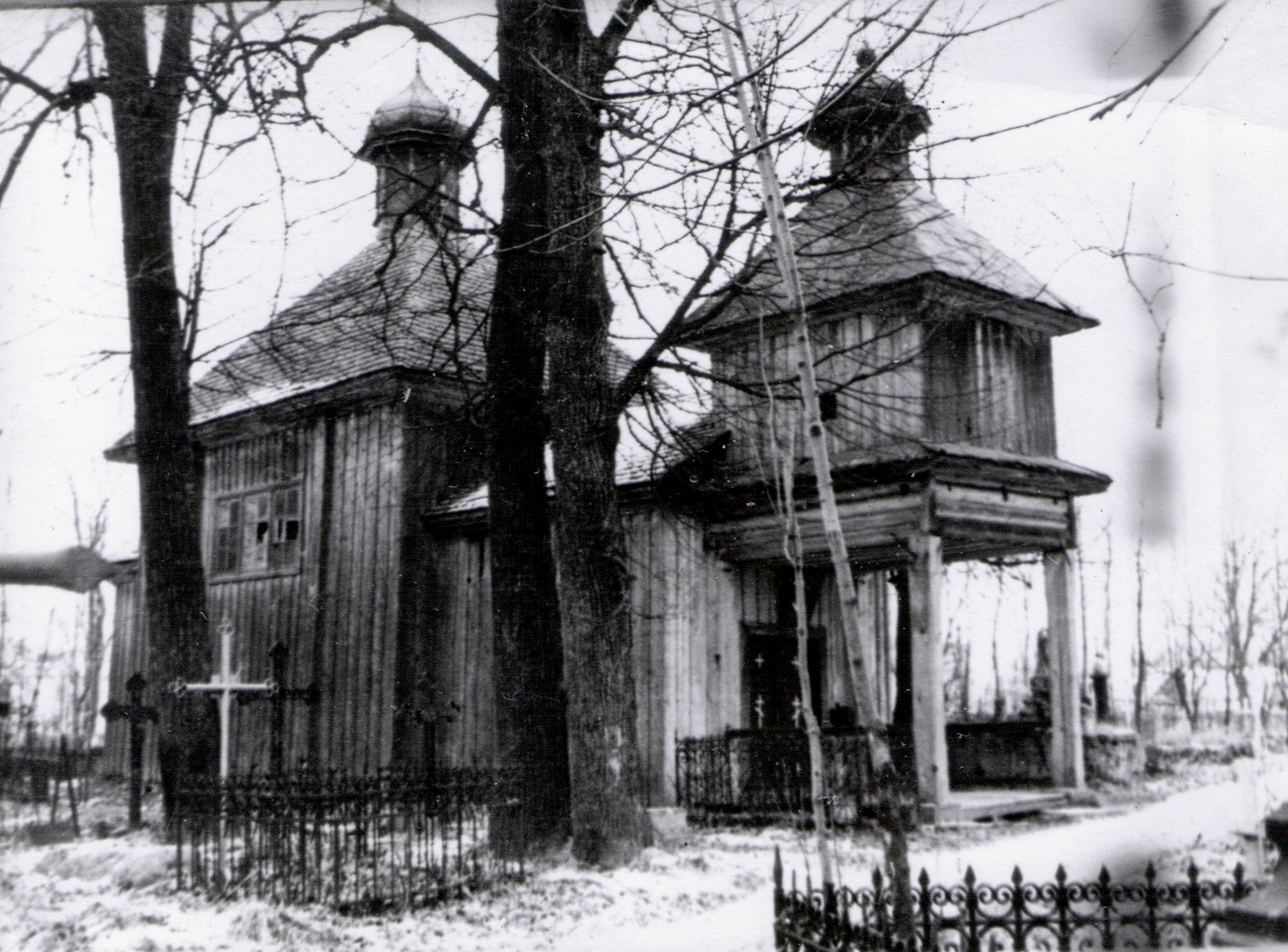
Церковь на кладбище. 1926 г.

На Соборном кладбище похоронены состоятельные граждане православного вероисповедания, дворяне, купцы, чиновники, военные, священники, учителя, врачи, участники Крымской войны 1853—1856 годов., Русско-турецкая война 1877—1878 гг.. Название связано со строительством церкви св. Иосифа Обручника (много позже ставшего собором), который был заложен российской императрицей Екатериной II и австрийским императором Иосифом II. Чтобы освободить место для знакового храма, построенного в память о встрече в Могилёве двух монархов, архиепископа Могилевского и белорусского Георгия Конисский в 1782 году. приказал перенести деревянную приходскую Воскресенскую церковь, стоявшую на углу Шкловской и Зенковицкой улиц, на тогдашнюю окраину города.
Церковь на кладбище простояла до 1930-х гг. Окончательно кладбище было снесено в 1965—1966 годах в связи с прокладкой проспекта Миру. Официально представителей Горкома похоронили на воинском кладбище по ул. Лазаренко останки воинов, погибших в Великой Отечественной войне. Оставшиеся захоронения родственники просили перезахоронить на других городских кладбищах, однако многие семьи либо эмигрировали за границу, либо не пережили репрессий и войны, либо не захотели афишировать свое родство с похороненными на Соборном кладбище.

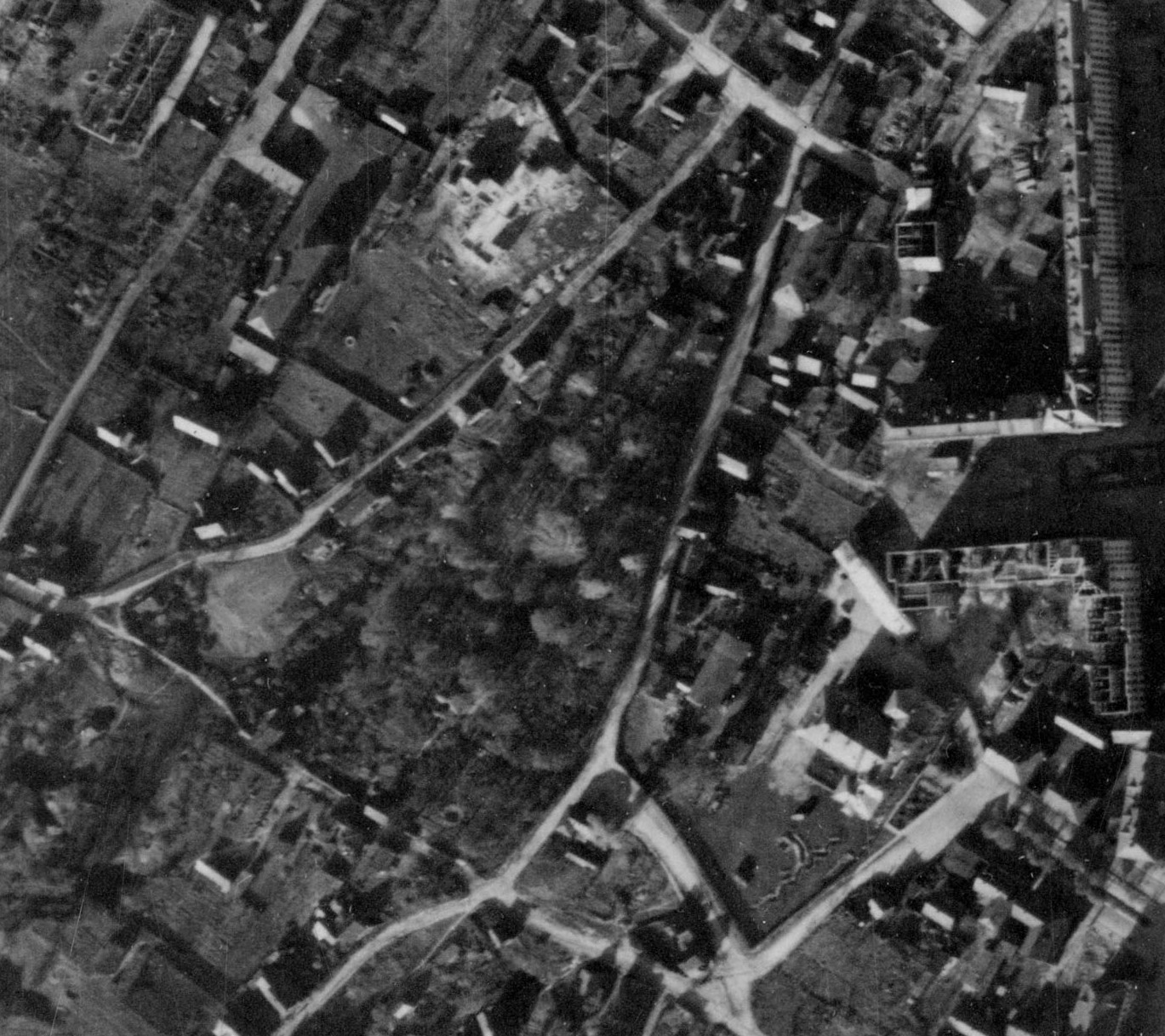
Соборное кладбище на немецком аэрофотоснимке 1943 года. Справа от дома на углу современных улиц. Первомайская и пр. Мира

Летом было снесено Соборное кладбище, могильники в основном вскрыты, могилы с плитами перевернуты, холмы над могилами сравняли с землей, предварительно вырезав металлические кресты сваркой. Зону отдыха благоустроили бульдозерами и ковшовыми экскаваторами.
По некоторым данным, надгробия и памятники с Соборного кладбища были вывезены на Польское кладбище, где и были уничтожены.

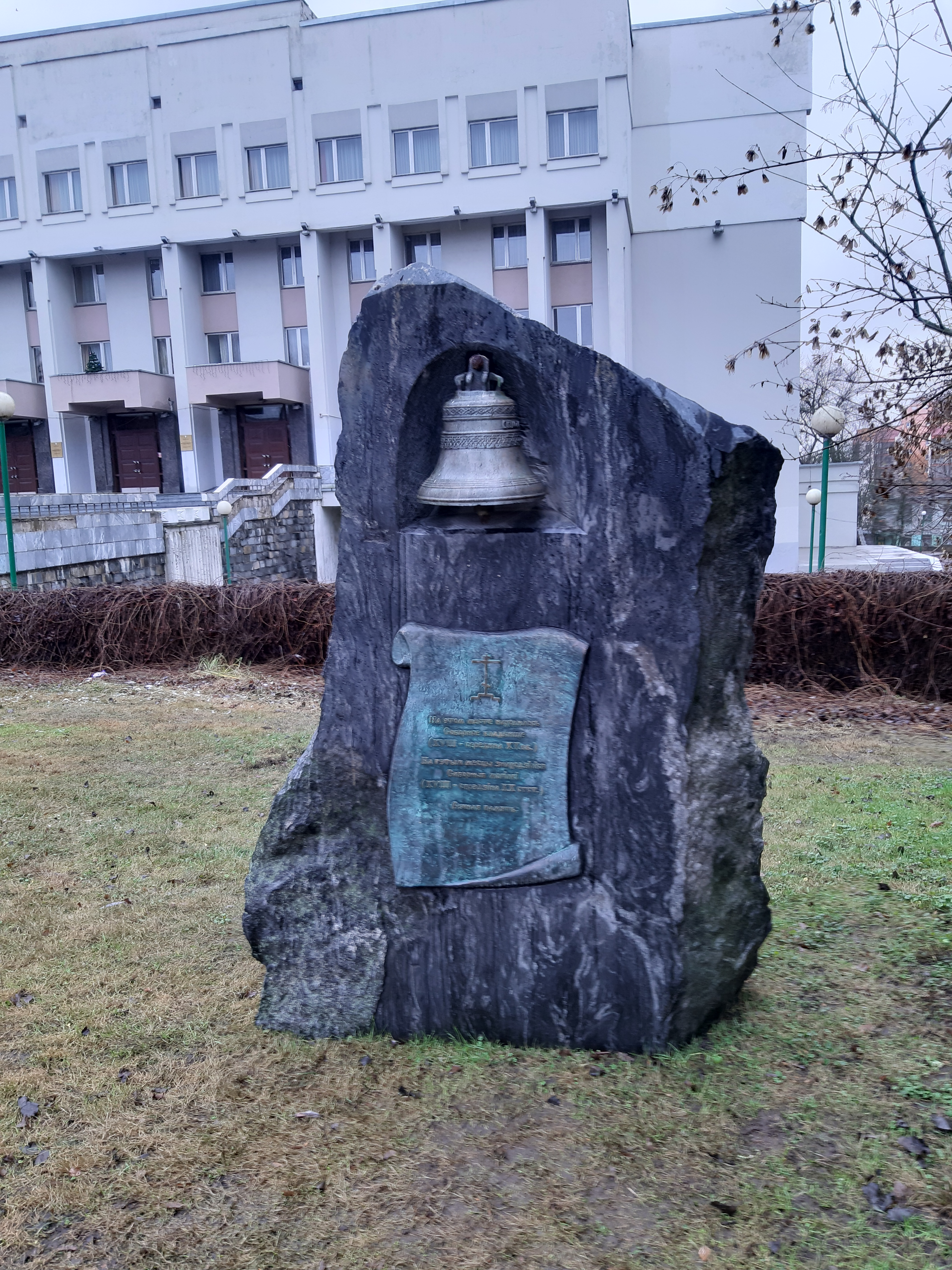
Памятный знак на кладбище

В 2018 году на месте кладбища в центре площади было предложено поставить поклонный крест. На его месте в октябре 2019 года был установлен памятный знак в виде большого камня со встроенным колоколом.

## Среди похороненных на кладбище
- Николай Дерягин — председатель Могилёвской контрольной палаты, действительный статский советник.
- Фурсов, Матвей Васильевич — краевед, историк, археолог, действительный статский советник.
- Константин Чаловский — преподаватель Могилёвской семинарии и других учебных заведений Могилева. Занимался научной работой и сделал первое описание флоры Могилевской губернии.